# Лохштедт (замок)
Лохштедт (нем. Burg Lochstedt) — рыцарский замок в городе Балтийск (Калининградская область), Россия. Ныне в руинах.

## История
Изначально замок был построен в Пиллау из дерева в 1270 году.
Уже к концу XIII века его стены были воздвигнуты из камня. Был хорошо защищён, мог исполнять роль крепости. С востока и севера был окружён профилированным рвом, а с запада и юга был защищён откосами высотой 20 метров, уходящими в залив.
В 1291—1305 годах замок Лохштедт служил резиденцией комтура, в 1265—1581 годах в нём размещалась янтарная администрация. Во время войны 1520—1521 годов замок был осажден польским войском. В 1626—1635 годах замок сильно пострадал от шведского вторжения.
С 1705 года по приказу короля Фридриха I замок Лохштедт стал разбираться на строительные материалы для возведения укреплений Пиллау. Были разобраны северный и восточный флигели, башня, оборонительные стены и данцкер. В ходе Семилетней войны замок был взят русскими войсками. В XIX веке форбург замка несколько раз горел, в результате чего был разрушен. С 1880-х годов в замке функционировала школа. В 1937 году на территории замка были произведены археологические раскопки, началась реставрация, в отреставрированных помещениях разместился краеведческий музей Замланда.
В ходе боевых действий Второй мировой войны строения замка были превращены в руины, 22 апреля 1945 года опорный пункт Лохштедт был взят войсками 8-го ск 11-й гв. А. После окончания войны руины замка стали разбираться на строительные материалы. В 1945 году из руин замка Лохштедт литовской экспедицией были вывезены рукописи и книги XVI—XVIII веков, архив Людвига Резы, произведения Кристионаса Донелайтиса. В 1967 году в подвалах замка были обнаружены старинные рукописи. В декабре 1989 года руины замка обследовала экспедиция журнала «Шпигель». В 2000 году цокольные этажи и подвалы были разрушены экскаваторами и бульдозерами во время раскопок.
В 100 м западнее руин замка находится разрушенное кладбище прихода Лохштедт.

## Галерея

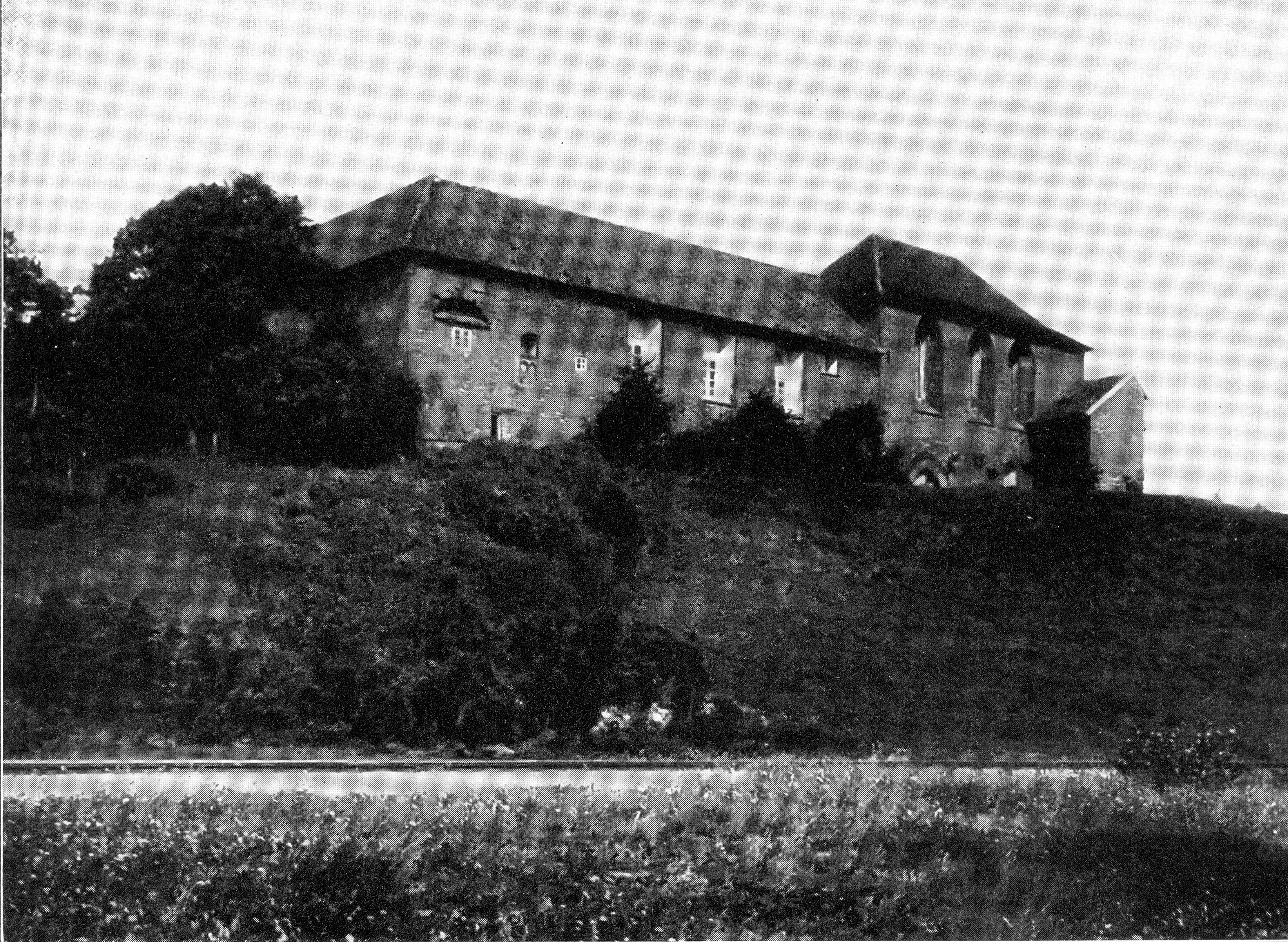
Вид с юга
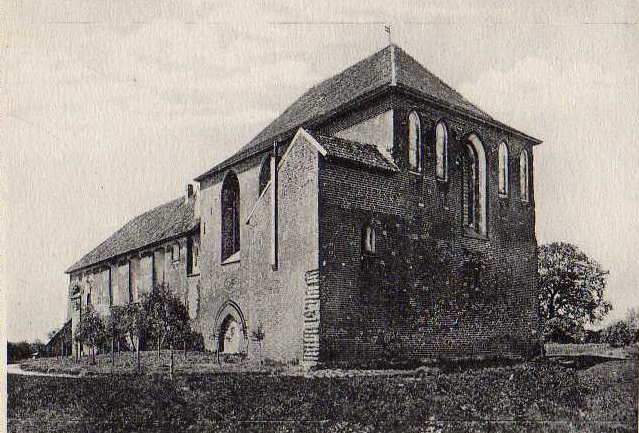
Вид с юго-востока
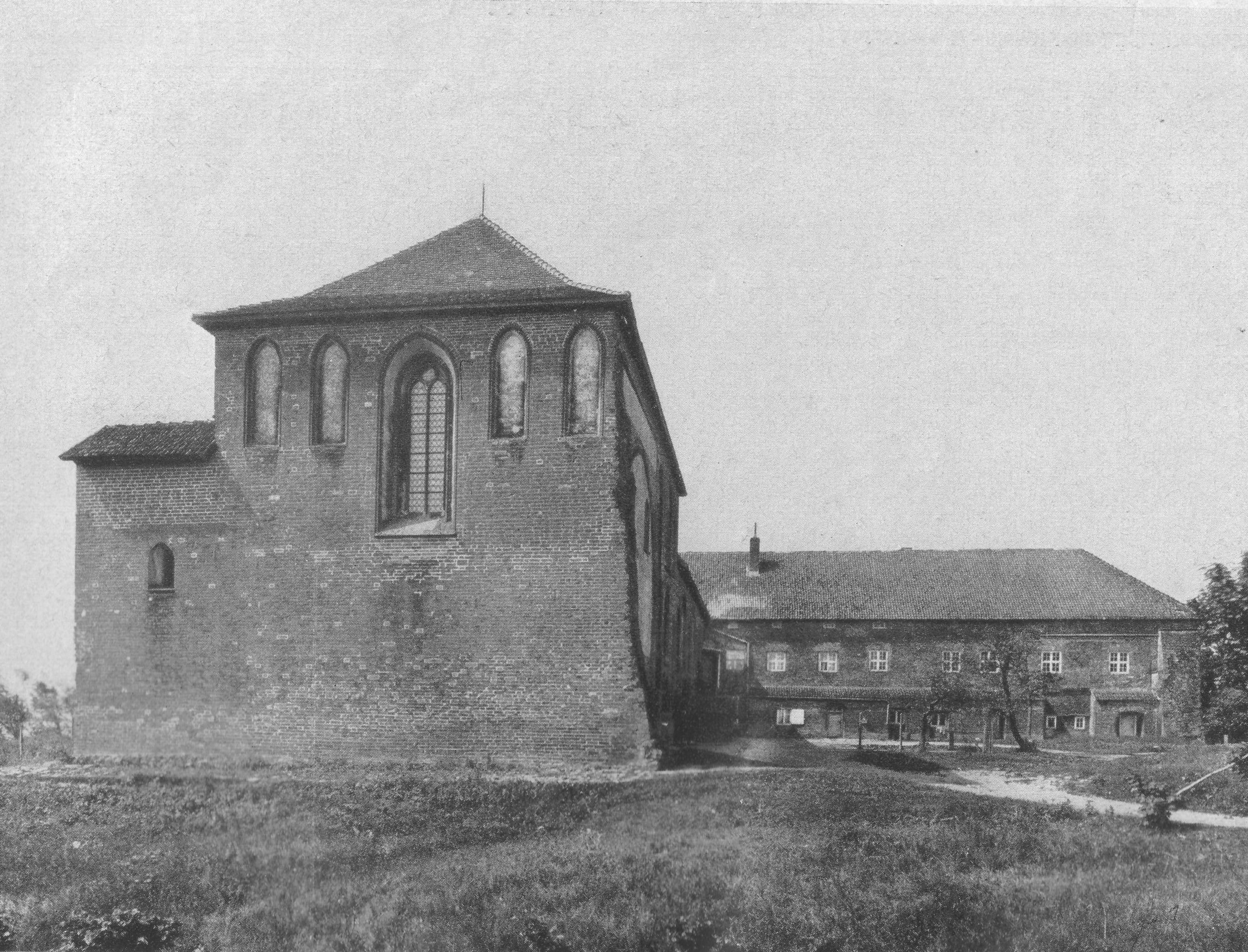
Вид с востока
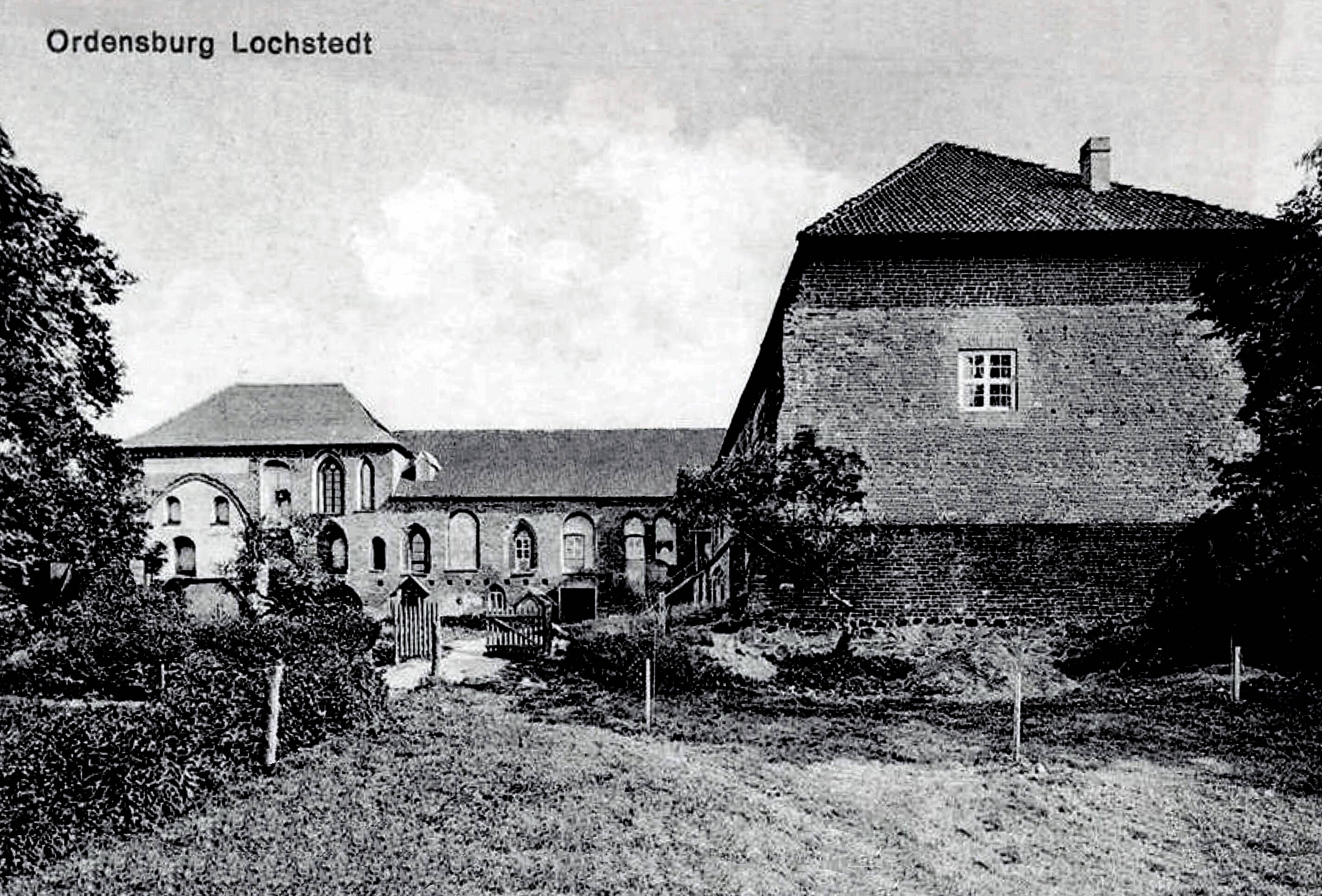
Вид с севера
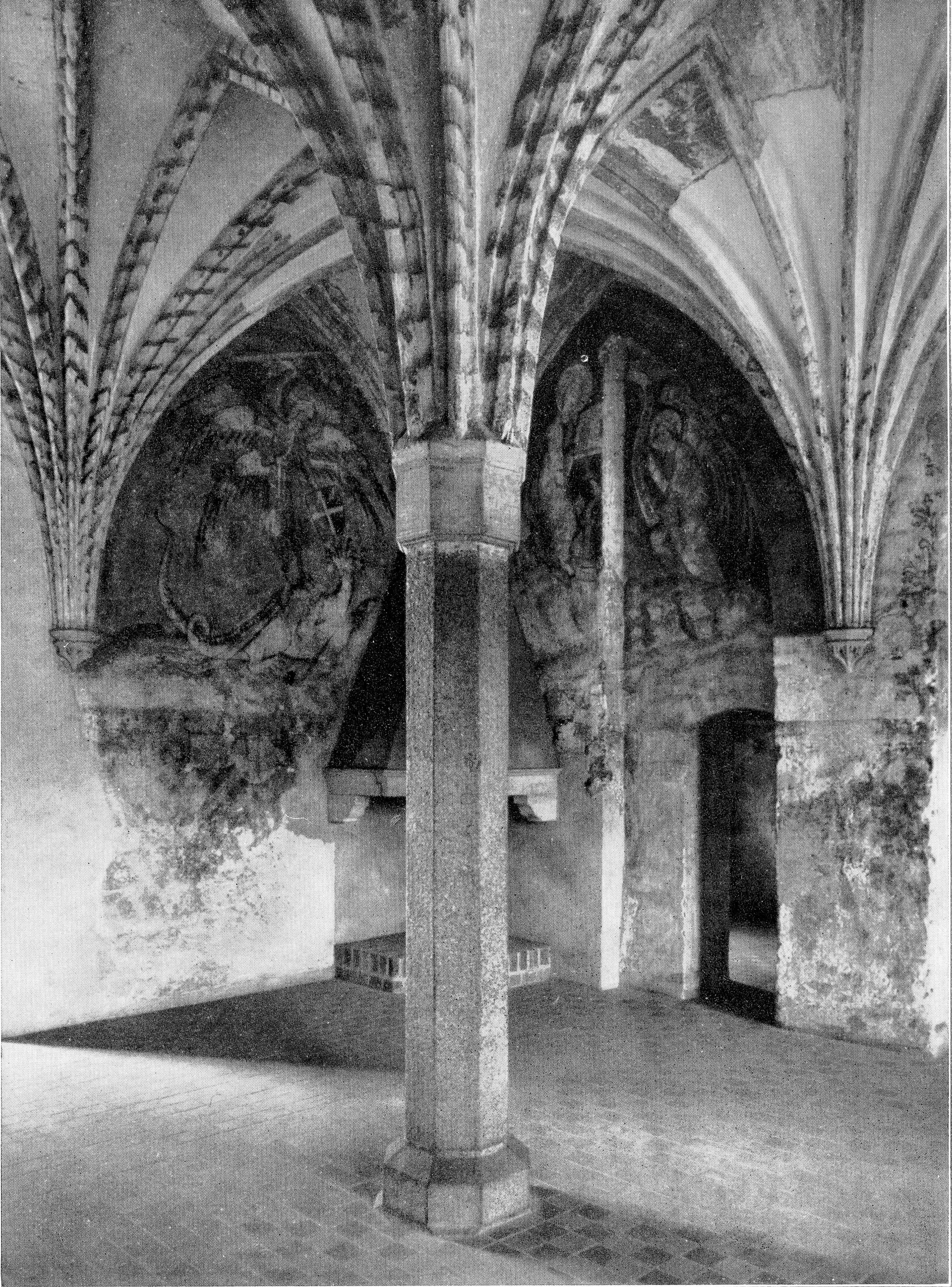
Малый зал комтура Св. Михаила
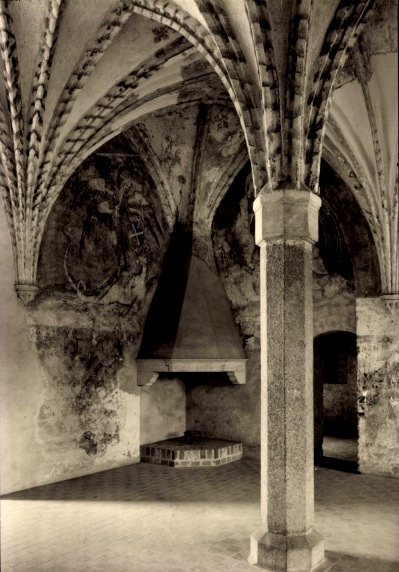
Малый зал комтура Св. Михаила
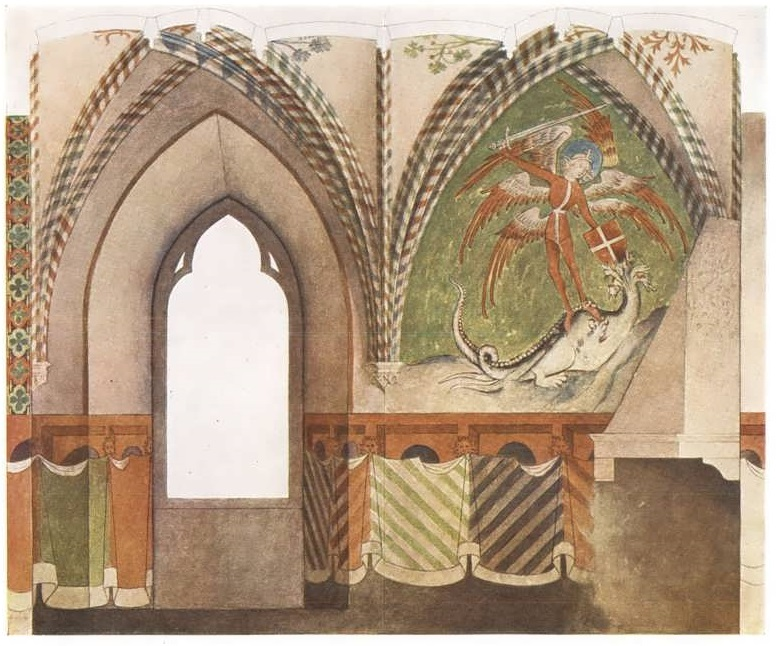
Малый зал комтура Св. Михаила
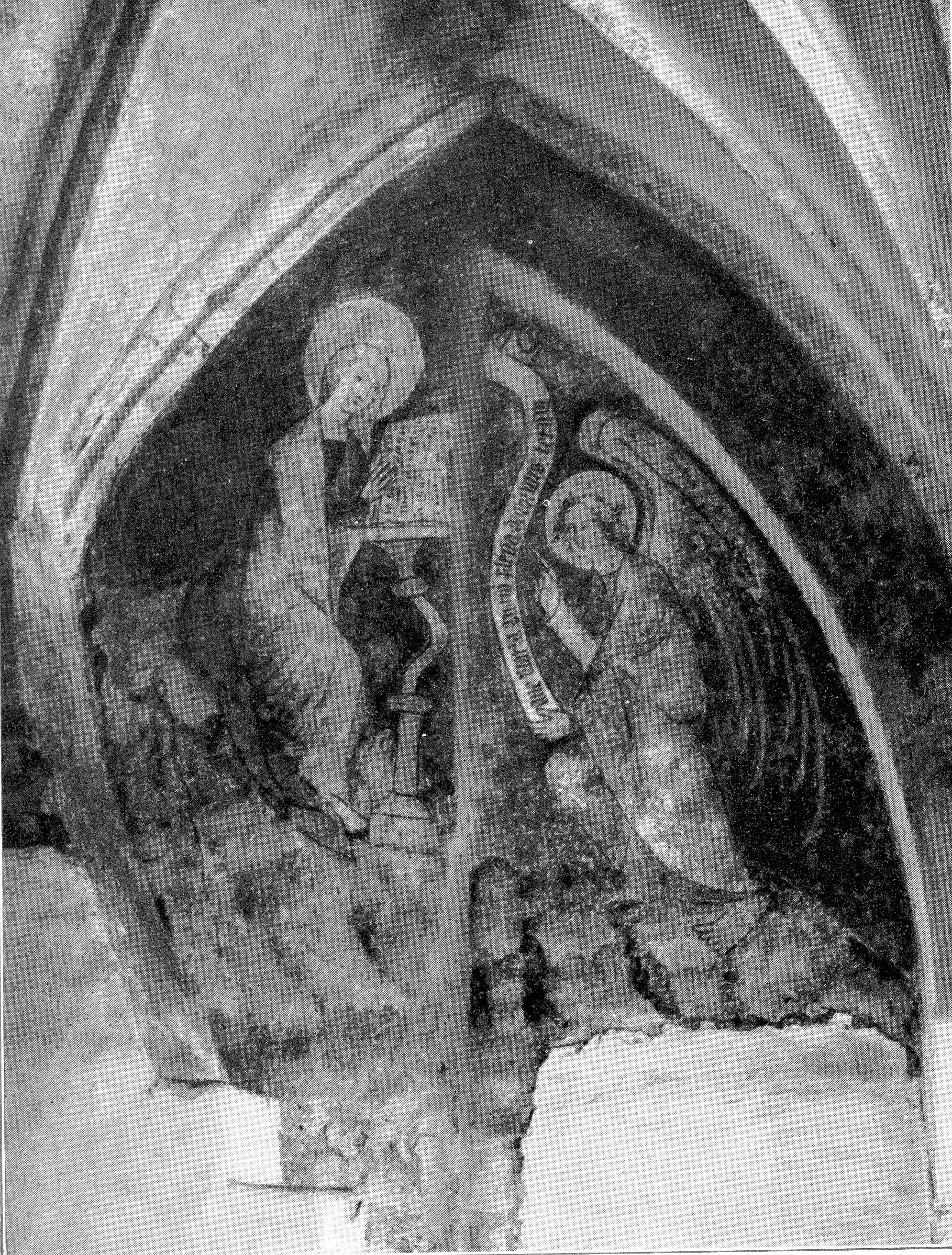
Настенная роспись в зале Комтура
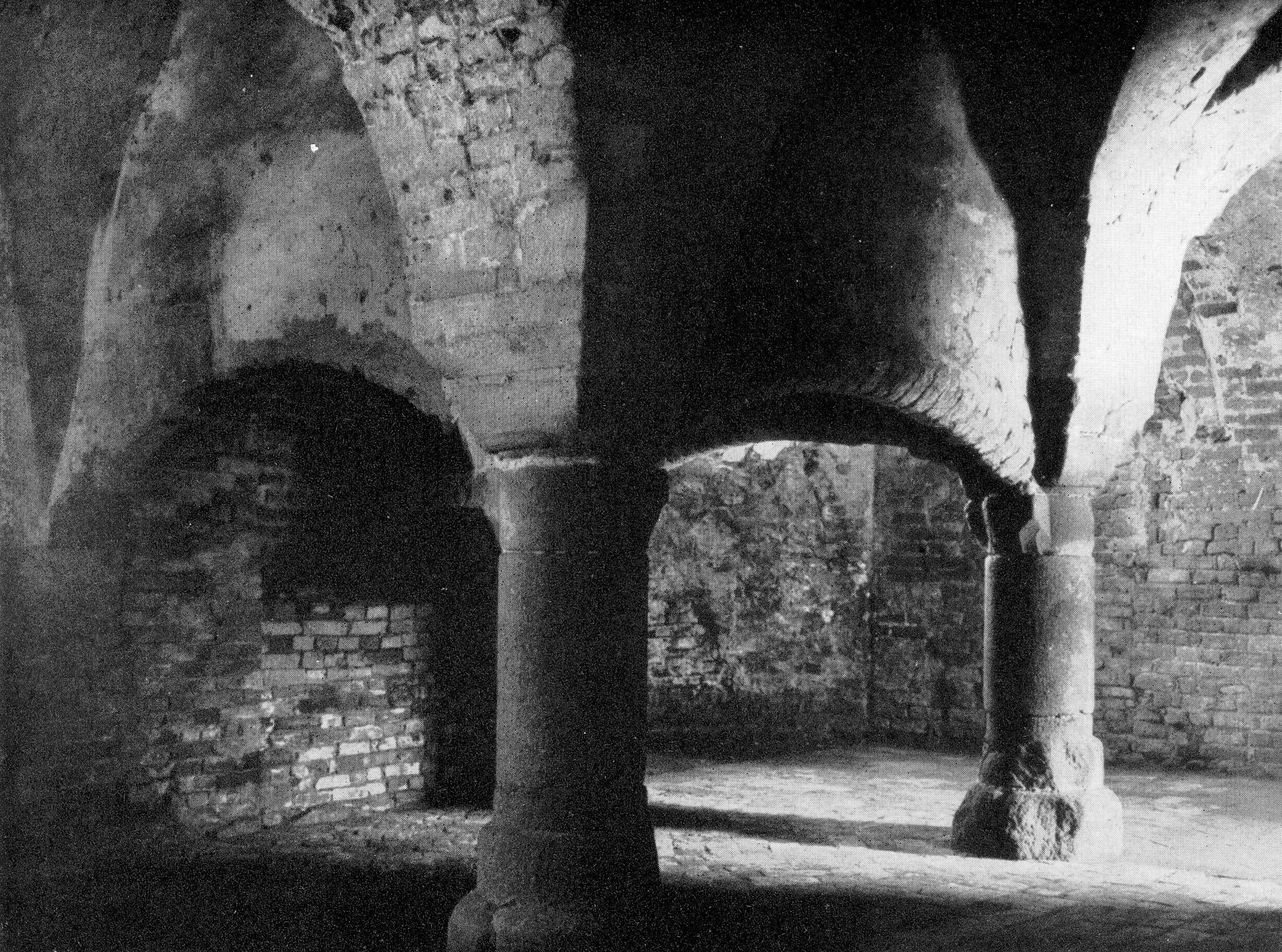
Кухня
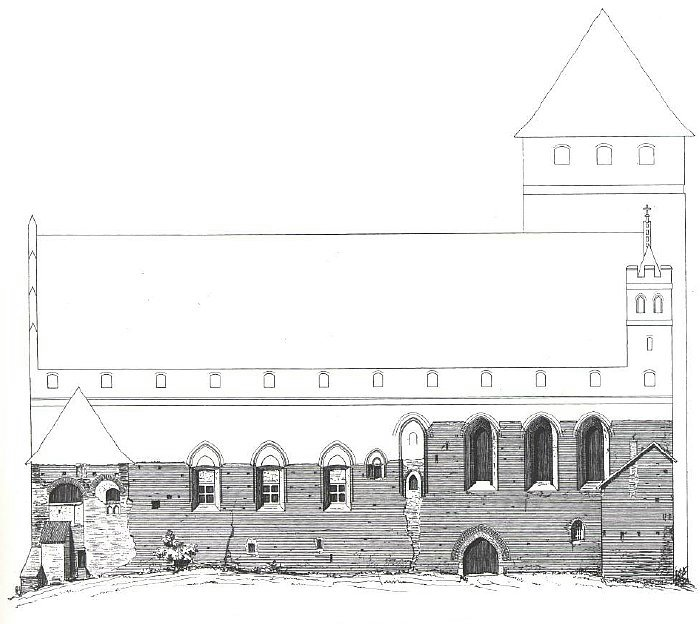
Чертёж
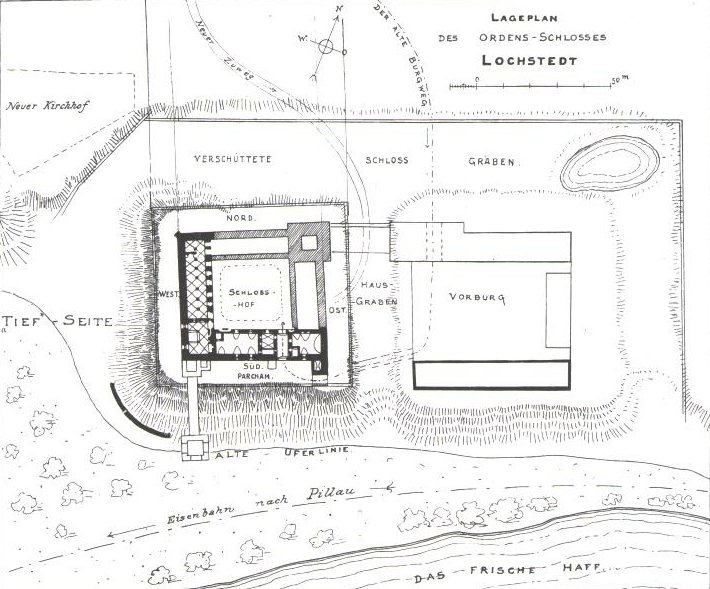
План
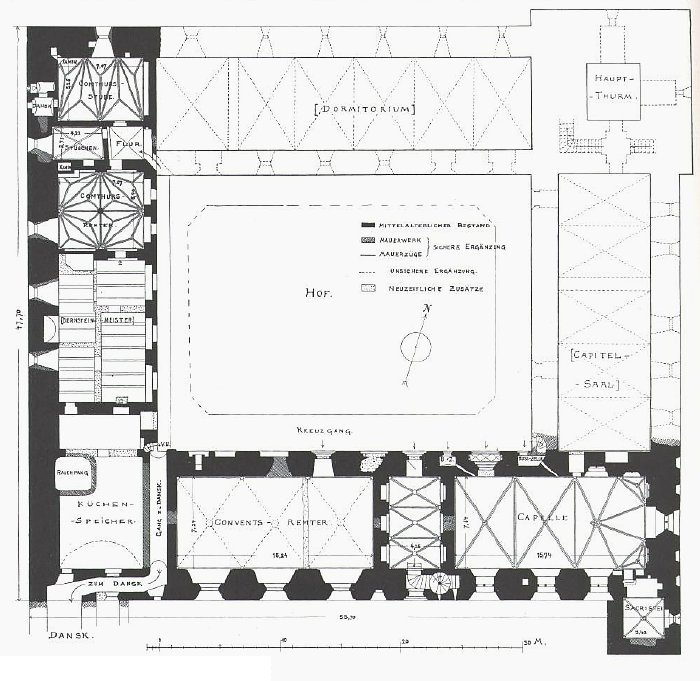
Поэтажный план 1702 года